# Paskudy
Paskudy [pronunciación en polaco: /pasˈkudɨ/] es una aldea en el distrito administrativo de Gmina Ulan-Majorat, dentro del condado de Radzyń Podlaski, voivodato de Lublin, en el este de Polonia. Se encuentra a unos 10 kilómetros al noroeste de Radzyń Podlaski y 67 kilómetros al norte de la capital regional Lublin.
El pueblo tiene una población de 435 habitantes.